# A Budapest Honvéd FC 2023–2024-es szezonja
A Budapest Honvéd FC a 2023–2024-es szezonban az NB2-ben indul, miután a 2022–2023-as NB1-es szezonban tizenegyedik (kieső) helyen zárta a bajnokságot.
A MOL Magyar Kupába a 3. fordulóban csatlakoztak be, ellenfelük a harmadosztályú Dorog együttese volt, akik ellen 2–4-es eredménnyel jutottak tovább. A legjobb 32 között az első osztályú Paks volt az ellenfelük, akik ellen 2–2-es rendes játékbeli eredmény után 4–5-ös büntetőaránnyal kiestek.

## Változások a csapat keretében
A félkövérrel jelölt játékosok felnőtt válogatottsággal rendelkeznek.

### Érkezők
| Dátum               | Név               | Nemzet | Poszt       | Kor | Honnan                        | Szerződés megnevezése | Átigazolási időszak | Szerződés vége | Átigazolás összege | Forrás |
| ------------------- | ----------------- | ------ | ----------- | --- | ----------------------------- | --------------------- | ------------------- | -------------- | ------------------ | ------ |
| 2023. június 9.     | Kovács Nikolasz   | magyar | hátvéd      | 24  | Paks (NB I)                   | lejárt a szerződése   | 2023. évi nyári     | 2025           | ingyen             | [ 3 ]  |
| 2023. június 20.    | Adorján Krisztián | magyar | középpályás | 30  | Budafok (NB II)               | lejárt a szerződése   | 2023. évi nyári     | Nem publikus   | ingyen             | [ 4 ]  |
| 2023. július 11.    | Kálnoki Kis Dávid | magyar | hátvéd      | 31  | Zalaegerszeg (NB I)           | lejárt a szerződése   | 2023. évi nyári     | 2025           | ingyen             | [ 5 ]  |
| 2023. július 13.    | Haragos Viktor    | magyar | csatár      | 21  | Monor (NB III)                | átigazolás            | 2023. évi nyári     | 2026           | ingyen             | [ 6 ]  |
| 2023. július 18.    | Holman Dávid      | magyar | középpályás | 30  | Slovan Bratislava (szlovák I) | lejárt a szerződése   | 2023. évi nyári     | Nem publikus   | ingyen             | [ 7 ]  |
| 2023. augusztus 11. | Kundrák Norbert   | magyar | csatár      | 24  | Debreceni VSC (NB I)          | átigazolás            | 2023. évi nyári     | Nem publikus   | ingyen             | [ 8 ]  |
| 2023. szeptember 3. | Bobál Gergely     | magyar | csatár      | 28  | klub nélküli                  | szabadon igazolható   | 2023. évi nyári     | 2025           | ingyen             | [ 9 ]  |
| 2023. szeptember 6. | Lőrinczy Attila   | magyar | középpályás | 29  | Diósgyőr (NB I)               | átigazolás            | 2023. évi nyári     | Nem publikus   | ingyen             | [ 10 ] |

### Kölcsönből visszatérők
| Dátum            | Név               | Nemzet | Poszt  | Kor | Honnan                  | Átigazolási időszak | Szerződés vége | Forrás |
| ---------------- | ----------------- | ------ | ------ | --- | ----------------------- | ------------------- | -------------- | ------ |
| 2023. június 30. | Horváth Milán     | magyar | hátvéd | 21  | Siófok (NB II)          | 2023. évi nyári     | Nem publikus   | [ 11 ] |
| 2023. június 30. | Maksym Pukhtieiev | ukrán  | csatár | 19  | Mosonmagyaróvár (NB II) | 2023. évi nyári     | Nem publikus   | [ 11 ] |

### Utánpótlásból felkerültek
| Dátum           | Név                 | Nemzet | Poszt       | Kor | Szerződés vége |
| --------------- | ------------------- | ------ | ----------- | --- | -------------- |
| 2023. július 1. | Gyetván Márk        | magyar | kapus       | 18  | 2026           |
| 2023. július 1. | Pekár István        | magyar | hátvéd      | 19  | Nem publikus   |
| 2023. július 1. | Kaczvinszki Dominik | magyar | hátvéd      | 17  | 2026           |
| 2023. július 1. | Átrok István        | magyar | középpályás | 17  | Nem publikus   |
| 2023. július 1. | Nyitrai Bence       | magyar | középpályás | 19  | Nem publikus   |
| 2023. július 1. | Kocsis Gergely      | magyar | középpályás | 18  | Nem publikus   |
| 2023. július 1. | Simon Benedek       | magyar | csatár      | 17  | Nem publikus   |
| 2023. július 1. | Krajcsovics Ábel    | magyar | csatár      | 18  | Nem publikus   |

### Távozók
| Dátum            | Név                  | Nemzet    | Poszt       | Kor | Hova                        | Szerződés megnevezése | Átigazolási időszak | Szerződés vége | Átigazolás összege | Forrás |
| ---------------- | -------------------- | --------- | ----------- | --- | --------------------------- | --------------------- | ------------------- | -------------- | ------------------ | ------ |
| 2023. június 19. | Albi Doka            | albán     | hátvéd      | 26  | KF Tirana (albán I)         | átigazolás            | 2023. évi nyári     | Nem publikus   | ingyen             | [ 12 ] |
| 2023. június 20. | Luka Capan           | horvát    | hátvéd      | 28  | AE Kifisias (görög I)       | szerződésbontás       | 2023. évi nyári     | 2024           | ingyen             | [ 13 ] |
| 2023. június 20. | Richlord Ennin       | kanadai   | csatár      | 24  | Spartaks Jūrmala (lett I)   | kölcsönből vissza     | 2023. évi nyári     | 2023           | –                  | [ 13 ] |
| 2023. június 20. | Viðar Ari Jónsson    | izlandi   | csatár      | 29  | Hafnarfjarðar (izlandi I)   | szerződésbontás       | 2023. évi nyári     | 2024           | ingyen             | [ 13 ] |
| 2023. június 20. | Lukas Klemenz        | lengyel   | hátvéd      | 27  | Górnik Łęczna (lengyel II)  | szerződésbontás       | 2023. évi nyári     | 2025           | ingyen             | [ 13 ] |
| 2023. június 20. | Tamás Krisztián      | magyar    | hátvéd      | 28  | Újpest (NB I)               | szerződésbontás       | 2023. évi nyári     | Nem publikus   | ingyen             | [ 13 ] |
| 2023. június 28. | Lazar Ćirković       | szerb     | hátvéd      | 30  | Chennaiyin (indiai I)       | szerződésbontás       | 2023. évi nyári     | 2024           | ingyen             | [ 14 ] |
| 2023. június 28. | Makszim Plakuscsenko | izraeli   | középpályás | 27  | Makkabi Netánjá (izraeli I) | átigazolás            | 2023. évi nyári     | 2025           | ismeretlen összeg  | [ 14 ] |
| 2023. június 28. | Herdi Prenga         | albán     | hátvéd      | 28  | RFS (lett I)                | szerződésbontás       | 2023. évi nyári     | Nem publikus   | ingyen             | [ 14 ] |
| 2023. június 28. | Jairo Samperio       | spanyol   | csatár      | 29  | klub nélküli                | szerződésbontás       | 2023. évi nyári     | –              | –                  | [ 14 ] |
| 2023. június 30. | Zsótér Donát         | magyar    | középpályás | 27  | Kecskemét (NB I)            | lejárt a szerződése   | 2023. évi nyári     | 2025           | ingyen             | [ 15 ] |
| 2023. június 30. | László Dávid         | magyar    | csatár      | 21  | Siófok (NB II)              | lejárt a szerződése   | 2023. évi nyári     | Nem publikus   | ingyen             | [ 16 ] |
| 2023. július 8.  | Szappanos Péter      | magyar    | kapus       | 32  | Paks (NB I)                 | átigazolás            | 2023. évi nyári     | 2026           | ismeretlen összeg  | [ 17 ] |
| 2023. július 10. | Nenad Lukić          | szerb     | csatár      | 30  | Csangcsun Jataj (kínai I)   | átigazolás            | 2023. évi nyári     | Nem publikus   | 150 000 €          | [ 18 ] |
| 2023. július 11. | Brandon Dominguès    | francia   | középpályás | 23  | Debreceni VSC (NB I)        | átigazolás            | 2023. évi nyári     | 2026           | ismeretlen összeg  | [ 19 ] |
| 2023. július 24. | Christian Gomis      | szenegáli | középpályás | 25  | Mezőkövesd (NB I)           | szerződésbontás       | 2023. évi nyári     | 2026           | ingyen             | [ 20 ] |

### Új szerződések
| Dátum            | Név            | Nemzet | Poszt       | Kor | Szerződés hossza | Szerződés vége | Forrás |
| ---------------- | -------------- | ------ | ----------- | --- | ---------------- | -------------- | ------ |
| 2023. június 21. | Tomáš Tujvel   | magyar | kapus       | 39  | + 1 év           | 2024           | [ 21 ] |
| 2023. június 21. | Ivan Lovrić    | horvát | hátvéd      | 37  | + 1 év           | 2024           | [ 22 ] |
| 2023. július 5.  | Dúzs Gellért   | magyar | kapus       | 21  | + 2 év           | 2026           | [ 23 ] |
| 2023. július 5.  | Kerezsi Zalán  | magyar | csatár      | 20  | + 1 év           | 2024           | [ 24 ] |
| 2023. július 9.  | Keresztes Noel | magyar | középpályás | 18  | + 1 év           | 2025           | [ 25 ] |

### Vezetőedző-váltások
| Távozott vezetőedző | A távozás indoka   | A távozás ideje   | Helyezés | Érkezett vezetőedző      | A kinevezés ideje | Forrás |
| ------------------- | ------------------ | ----------------- | -------- | ------------------------ | ----------------- | ------ |
| Pinezits Máté       | gyenge szereplés   | 2023. október 31. | 11. hely | Đorđe Kamber (megbízott) | 2023. október 31. | [ 26 ] |
| Đorđe Kamber        | lejárt a megbízása | 2023. november 9. | 13. hely | Csertői Aurél            | 2023. november 9. | [ 27 ] |

## Játékoskeret
Utolsó módosítás: 2024. január 11.
A vastaggal jelzett játékosok felnőtt válogatottsággal rendelkeznek.
A dőlttel jelzett játékosok kölcsönben szerepelnek a klubnál.
*A második csapatban is pályára lépő játékos.
Az érték oszlopban szereplő , , és = jelek azt mutatják, hogy a Transfermarkt legutóbbi adatfrissítése előtti állapothoz képest mennyit  nőtt, csökkent a játékos értéke, vagy ha nem változott, akkor azt az = jel mutatja.
| Mezszám                | Név                  | Nemzetiség         | Születési hely    | Születési idő (kor)            | Korábbi csapat           | Érték (€)          | Szerződés lejárta |
| Kapusok                | Kapusok              | Kapusok            | Kapusok           | Kapusok                        | Kapusok                  | Kapusok            | Kapusok           |
| ---------------------- | -------------------- | ------------------ | ----------------- | ------------------------------ | ------------------------ | ------------------ | ----------------- |
| 1                      | Dúzs Gellért         | magyar             | Kerepestarcsa     | 2002. február 24. (23 éves)    | Utánpótlásból került fel | 150 000 ( 100 000) | 2026.06.30.       |
| 83                     | Tomáš Tujvel         | magyar · Szlovákia | Nyitra            | 1983. szeptember 19. (41 éves) | Fehérvár FC              | 50 000 (=)         | 2024.06.30.       |
| 90                     | Gyetván Márk         | magyar             | Egerszalók        | 2005. február 1. (20 éves)     | Utánpótlásból került fel | -                  | 2026.06.30.       |
| Védők                  |                      |                    |                   |                                |                          |                    |                   |
| 3                      | Kálnoki Kis Dávid    | magyar             | Budapest          | 1991. augusztus 6. (33 éves)   | Zalaegerszegi TE FC      | 300 000 (=)        | 2025.06.30.       |
| 4                      | Szabó Alex           | magyar             | Jászberény        | 2002. május 15. (23 éves)      | Utánpótlásból került fel | 225 000 ( 75 000)  | 2024.06.30.       |
| 14                     | Kovács Nikolasz      | magyar             | Karcag            | 1999. február 27. (26 éves)    | Paksi FC                 | 150 000 (=)        | 2025.06.30.       |
| 15                     | Kaczvinszki Dominik  | magyar             | Miskolc           | 2006. március 1. (19 éves)     | Utánpótlásból került fel | -                  | 2026.06.30.       |
| 25                     | Ivan Lovrić          | CRO · magyar       | Split             | 1985. július 11. (40 éves)     | Kecskeméti TE            | 50 000 (=)         | 2024.06.30.       |
| 44                     | Benczenleitner Barna | magyar             | Budapest          | 2003. szeptember 16. (21 éves) | Utánpótlásból került fel | 150 000 ( 25 000)  | 2024.06.30.       |
| 98                     | Szabó Tibor          | magyar             | Jászberény        | 2005. április 3. (20 éves)     | Utánpótlásból került fel | 50 000 (=)         | 2024.06.30.       |
| 99                     | Pekár István         | magyar             | Szigetszentmiklós | 2004. február 10. (21 éves)    | Utánpótlásból került fel | -                  | Nem publikus      |
| Középpályások          |                      |                    |                   |                                |                          |                    |                   |
| 6                      | Átrok István         | magyar             | Budapest          | 2005. december 6. (19 éves)    | Utánpótlásból került fel | -                  | Nem publikus      |
| 7                      | Bocskay Bertalan     | magyar             | Budapest          | 2002. március 2. (23 éves)     | Utánpótlásból került fel | 250 000 (=)        | 2024.06.30.       |
| 8                      | Adorján Krisztián    | magyar             | Budapest          | 1993. január 19. (32 éves)     | Budafoki MTE             | 150 000 ( 25 000)  | Nem publikus      |
| 18                     | Lőrinczy Attila      | magyar             | Budapest          | 1994. április 8. (31 éves)     | Diósgyőri VTK            | 300 000 ( 50 000)  | 2025.06.30.       |
| 20                     | Holman Dávid         | magyar             | Budapest          | 1993. március 17. (32 éves)    | SK Slovan Bratislava     | 350 000 ( 150 000) | Nem publikus      |
| 22                     | Keresztes Noel       | magyar             | Pécs              | 2004. szeptember 16. (20 éves) | Utánpótlásból került fel | 150 000 ( 75 000)  | 2025.06.30.       |
| 30                     | Nyitrai Bence        | magyar             | Budapest          | 2003. augusztus 10. (21 éves)  | Utánpótlásból került fel | 25 000 (=)         | Nem publikus      |
| 55                     | Kocsis Gergely       | magyar             | Budapest          | 2005. március 20. (20 éves)    | Utánpótlásból került fel | -                  | Nem publikus      |
| 66                     | Eördögh András       | magyar             | Budapest          | 2002. március 9. (23 éves)     | Utánpótlásból került fel | 200 000 ( 75 000)  | 2024.06.30.       |
| Támadók                |                      |                    |                   |                                |                          |                    |                   |
| 9                      | Bobál Gergely        | magyar             | Pásztó            | 1995. augusztus 31. (29 éves)  | Vasas FC                 | 150 000 (=)        | 2025.06.30.       |
| 11                     | Kerezsi Zalán        | magyar             | Nyíregyháza       | 2003. július 17. (22 éves)     | Utánpótlásból került fel | 275 000 ( 100 000) | 2024.06.30.       |
| 17                     | Krajcsovics Ábel     | magyar             | Debrecen          | 2004. augusztus 17. (20 éves)  | Utánpótlásból került fel | -                  | Nem publikus      |
| 21                     | Haragos Viktor       | magyar             | Monor             | 2001. szeptember 15. (23 éves) | Monor SE                 | -                  | 2026.06.30.       |
| 65                     | Kundrák Norbert      | magyar             | Miskolc           | 1999. május 18. (26 éves)      | Debreceni VSC            | 100 000 (=)        | Nem publikus      |
| 74                     | Simon Benedek        | magyar             | Miskolc           | 2006. május 15. (19 éves)      | Utánpótlásból került fel | -                  | Nem publikus      |
| 76                     | Kocsis Dominik       | magyar             | Nagykanizsa       | 2002. augusztus 1. (22 éves)   | Utánpótlásból került fel | 300 000 ( 100 000) | 2024.12.31.       |
| Kölcsönadott játékosok |                      |                    |                   |                                |                          |                    |                   |
| Név                    | Poszt                | Nemzetiség         | Születési hely    | Születési idő (kor)            | Kölcsönben itt           | Érték (€)          | Kölcsön lejárta   |
| Maksym Pukhtieiev      | támadó               | UKR                | Harkiv            | 2004. február 2. (21 éves)     | Mosonmagyaróvári TE      | 10 000 (=)         | 2024.06.30.       |

## Vezetőség és szakmai stáb
Utolsó módosítás: 2024. január 11..
| Vezetőség                 | Vezetőség          | Honvéd           | Honvéd          | Honvéd II.           | Honvéd II.         |
| ------------------------- | ------------------ | ---------------- | --------------- | -------------------- | ------------------ |
| Tulajdonos                | Bozó Zoltán        | Vezetőedző       | Csertői Aurél   | MFA Szakmai igazgató | Fehér Péter        |
| Tulajdonos                | Mendelényi Dániel  | Segédedző        | Đorđe Kamber    | Akadémia igazgató    | Herczeg Vince      |
| Ügyvezető                 | Kun Gergely        | Segédedző        | Takács László   | Vezetőedző           | Kurucsai Milán     |
| Gazdasági igazgató        | Takács Mária       | Kapusedző        | Vlada Avramov   | Segédedző            | Kemény Kristóf     |
|                           |                    | Videoelemző      | Sinkó Balázs    | Kapusedző            | Szentpéteri Viktor |
| Technikai vezető          | Molnár Bertalan    | Masszőr          | Hollósi Norbert |                      |                    |
| Sporttudományos vezető    | Lázár Zsolt        | Technikai vezető | Sánta Attila    |                      |                    |
| Erőnléti edző             | Szabados Krisztián |                  |                 |                      |                    |
| Sporttudományos munkatárs | Kolozs Barbara     |                  |                 |                      |                    |
| Fizioterapeuta            | Máriás Fanni       |                  |                 |                      |                    |
| Masszőr                   | Fodor Dániel       |                  |                 |                      |                    |
| Masszőr                   | Riba Dániel        |                  |                 |                      |                    |
| Pszichológus              | Póyán Edina        |                  |                 |                      |                    |
| Szertáros                 | Pandur Róbert      |                  |                 |                      |                    |